# 灰喉秧鸡
灰喉秧鸡（学名：Canirallus oculeus），是鹤形目秧鸡科的一种鸟类。

## 特征
灰喉秧鸡体重约277克，翼长约16.7厘米，喙宽度约4.3毫米，喙厚度约9毫米，嘴峰长约40.9毫米，跗蹠长约48.5毫米，尾长约64毫米。
灰喉秧鸡是留鸟，栖息在森林的中低层，它们是食肉动物。它们分布在塞拉利昂到刚果民主共和国东部和乌干达西部。